# Udby Sogn (Norddjurs Kommune)
 For alternative betydninger, se Udby Sogn. (Se også artikler, som begynder med Udby Sogn)
Udby Sogn er et sogn i Norddjurs Provsti (Århus Stift).
I 1800-tallet var Udby Sogn anneks til Holbæk Sogn. Begge sogne hørte til Rougsø Herred i Randers Amt. Udby Sogn tilhørte Holbæk-Udby Kommune fra 1842 til 1970. Kommunen blev ved kommunalreformen i 1970 indlemmet i Rougsø Kommune, som ved strukturreformen i 2007 indgik i Norddjurs Kommune.
I Udby Sogn ligger Udby Kirke.
I sognet findes følgende autoriserede stednavne:
- Ringvang (bebyggelse)
- Ryderne (bebyggelse)
- Stadsager Bakke (areal)
- Søledet (areal)
- Udby (bebyggelse, ejerlav)
- Udbyhøj (bebyggelse)